# White Bird: Anthology of Favorites
| Recensione | Giudizio |
| ---------- | -------- |
| Uncut      | 6/10     |

White Bird: Anthology of Favorites è la raccolta della cantante statunitense Judy Collins, pubblicata il 7 maggio 2021 dall'etichetta discografica Cleopatra Records.

## Tracce
1. White Bird – 4:11 (David Laflamme, Linda Laflamme)
2. Chelsea Morning – 3:19 (Joni Mitchell)
3. Turn! Turn! Turn! (To Everything There is a Season) – 4:07 (Pete Seeger)
4. Pack Up Your Sorrows – 3:26 (Pauline Marden Bryan, Richard Fariña)
5. When I Go (feat. Willie Nelson) – 4:27 (Dave Carter)
6. I Think It’s Going To Rain Today – 4:07 (Randy Newman)
7. Last Thing On My Mind (feat. Stephen Stills) – 2:57 (Judy Collins, Stephen Stills)
8. Blackbird – 2:28 (John Lennon, Paul McCartney)
9. Both Sides Now – 3:28 (Joni Mitchell)
10. Diamonds and Rust (feat. Joan Baez) – 3:35 (Joan Baez)
11. Send In The Clowns – 4:05 (Stephen Sondheim)